# 2016年8月亚丁炸弹袭击
2016年8月29日上午，伊拉克和黎凡特伊斯兰国在也门亚丁一军营发起了一次自杀式汽车炸弹袭击，造成72人死亡，67人受伤。尽管基地组织在该地区有大量势力，但伊拉克和黎凡特伊斯兰国是唯一声称对爆炸事件负责的人。

## 背景
这起炸弹袭击是包括伊斯兰国等伊斯兰武装分子在也门发动的一系列恐怖袭击之一。由于胡塞运动和哈迪支持者之间长达18个月的内战，此次袭击特别针对士兵、国防人员和新兵。 

## 事件
2016年8月29日，陆军训练营的新兵正排队等候早餐。早餐被一辆卡车运到大院。军方消息指此次征兵是针对也门和沙特阿拉伯领导的联军，在北部与沙特阿拉伯交界处与胡塞叛军作战。
袭击者疑是伊拉克和黎凡特伊斯兰国成员，跟随这辆卡车进入大院。然后，他将自己的车辆开到人群中，引爆了汽车炸弹。 

## 后果
大规模爆炸使建筑物的屋顶坍塌，许多人被埋，同时对附近的建筑物也造成了破坏。在整个大院中各处都发现了爆炸造成的碎片。至少有72人死亡、67人受伤。 

## 责任
ISIS声称对此负责，并称炸弹袭击是“殉难行动”。

## 反应
也门总统阿卜杜拉布·曼苏尔·哈迪对炸弹袭击表示谴责，并称这是武装分子“懦弱的恐怖行为”。《也门邮报》总编辑哈基姆·马斯马里称此事件为大屠杀，同时指出这是亚丁有史以来最严重的恐怖袭击。